# Karbowskie
Karbowskie (deutsch Karbowsken, 1938 bis 1945 Siegersfeld) ist ein Dorf in der polnischen Woiwodschaft Ermland-Masuren, das zur Gmina Ełk (Landgemeinde Lyck) im Powiat Ełcki (Kreis Lyck) gehört.

## Geographische Lage
Karbowskie liegt am Karbowskener See (1938 bis 1945 Siegersfelder See, polnisch Jezioro Karbowskie) im südlichen Osten der Woiwodschaft Ermland-Masuren, zehn Kilometer südwestlich der Kreisstadt Ełk (Lyck).

## Geschichte
Das kleine bis 1938 Karbowsken genannte Dorf wurde im Jahre 1521 gegründet.
Von 1874 bis 1945 war der Ort in den Amtsbezirk Baitkowen (polnisch Bajtkowo) eingegliedert, der – 1938 in „Amtsbezirk Baitenberg“ umbenannt – zum Kreis Lyck im Regierungsbezirk Gumbinnen (ab 1905: Regierungsbezirk Allenstein) in der preußischen Provinz Ostpreußen gehörte.
107 Einwohner verzeichnete Karbowsken im Jahr 1910. Nachdem am 30. September 1928 der Gutsbezirk Tratzen (1938 bis 1945 Trabenau, polnisch Tracze) eingemeindet worden war, stieg die Einwohnerzahl bis 1933 auf 168 und belief sich 1939 auf 153. Aufgrund der Bestimmungen des Versailler Vertrags stimmte die Bevölkerung im Abstimmungsgebiet Allenstein, zu dem Karbowsken gehörte, am 11. Juli 1920 über die weitere staatliche Zugehörigkeit zu Ostpreußen (und damit zu Deutschland) oder den Anschluss an Polen ab. In Karbowsken stimmten 60 Einwohner für den Verbleib bei Ostpreußen, auf Polen entfielen keine Stimmen.
Am 3. Juni 1938 erhielt Karbowsken die Umbenennung in „Siegersfeld“.
In Kriegsfolge kam das Dorf 1945 mit dem südlichen Ostpreußen zu Polen und trägt seither die polnische Namensform „Karbowskie“. Es ist heute Sitz eines Schulzenamtes (polnisch Sołectwo) im Verbund der Gmina Ełk (Landgemeinde Lyck) im Powiat Ełcki (Kreis Lyck), bis 1998 der Woiwodschaft Suwałki, seither der Woiwodschaft Ermland-Masuren zugeordnet.

## Religionen
Bis 1945 war Karbowsken resp. Siegersfeld in die evangelische Kirche Baitkowen (1938 bis 1945 Baitenberg, polnisch Bajtkowo) in der Kirchenprovinz Ostpreußen der Kirche der Altpreußischen Union und in die römisch-katholische Kirche St. Adalbert in Lyck im Bistum Ermland eingepfarrt. 
Heute gehört Karbowskie katholischerseits zur Pfarrei Bajtkowo im Bistum Ełk der Römisch-katholischen Kirche in Polen. Die evangelischen Einwohner halten sich zur Kirchengemeinde in der Stadt Ełk, einer Filialgemeinde der Pfarrei in Pisz (deutsch Johannisburg) in der Diözese Masuren der Evangelisch-Augsburgischen Kirche in Polen.

## Verkehr
Karbowskie liegt an einer Nebenstraße, die Rostki Bajtkowskie (Rostken, Ksp. Baitkown, 1938 bis 1945 Waiblingen (Ostpr.)) an der Woiwodschaftsstraße 667 mit Tracze (Tratzen, 1938 bis 1945 Trabenau) verbindet. 
Die nächste Bahnstation ist Bajtkowo an der Bahnstrecke Olsztyn–Ełk (deutsch Allenstein–Lyck).